# Alimchan Syzdykow
Alimchan Syzdykow (ros. Алимхан Сыздыков; ur. 14 czerwca 1994) – kazachski zapaśnik walczący w stylu klasycznym. Olimpijczyk z Paryża 2024, gdzie zajął ósme miejsce w kategorii do 130 kg. Zajął osiemnaste miejsce na mistrzostwach świata w 2022 roku.
Brązowy medalista igrzysk azjatyckich w 2022. Mistrz Azji w 2022; drugi w 2021 i 2025; trzeci w 2023. Czwarty w Pucharze Świata w 2016 i siódmy w 2017. Wygrał wojskowe MŚ w 2024. Wicemistrz Azji juniorów w 2014 roku.